# 친구
친구(親舊, 문화어: 동무) 또는 둘도 없는 친구를 가리키는 말이다. 서로 마음이 통하는 벗은 지음(知音)이라고 하며 나이가 같다고 친구는 아니다.

## 어원
과거에 어린이들이 많이 쓰던 '동무'라는 낱말은 친구의 의미로 한국 전역에서 쓰던 낱말이었다. 그러나 조선민주주의인민공화국에서 '혁명을 위하여 함께 싸우는 사람'이라는 뜻으로 사용하였다. 이에 강한 반공주의 이념을 지지했던 남한 사회는 정부교육 지침으로 1972년 동무를 "친구"로 대체하였다. 다만 대한민국에서 동무를 낱말 자체로 잘 쓰지 않으나, '어깨동무', '길동무', '말동무' 등 합성어로 여전히 사용한다

## 20대 이후 친구
20대 이후엔 친구를 만들기가 쉽지 않다. 각자 결혼도하고 바쁘게 살기도 하고, 우선순위도 과거와 다르며, 친구 기준도 어렸을 때에 비해 높아지는 탓이다. 스탠포드 대학교, 장수연구센터의 '카스텐슨, 로라' 교수는 나이가 들면 새로운 친구를 만나기보다 자신과 가까운 사람들과 더 친하게 지내려는 경향을 보인다고 주장했다. 1950년대부터 사회학자들은 친한 친구를 만드는 조건으로 다음 세 가지를 제시했다.
1. 접근성
2. 지속적인 만남
3. 계획하지 않은 교류

이 조건들은 나이가 들면 동시에 모두 발생하기 힘들며, 이 조건을 충족하는 친구는 거의 대부분 대학 시절 이전에 만든다. 직업, 소득의 차이로 친구가 되기 힘든 경우도 많다. 커플과 커플이 만나는 경우 자신이 상대 커플을 어떻게 생각하는지를 확인하고, 자신의 애인, 상대 커플이 자신들에 대해 어떻게 생각하는지도 잘 맞아야 관계가 형성된다. 그 탓에 서로 쉽게 친구가 되지 못한다. 자식 일로 만나는 부모들 역시 친구가 되기 힘들다. 사람들은 시간이 지나면서 관계에 피로감을 겪고 이에 따라 친구를 만드는 노력을 하지 않는다.

## 같이 보기
- 우정
- 소꿉친구